# اساشعر
اِساشعر (esā šer) سبکی مدرن از شعر مازندرانی است که توسط شاعران مازندرانی در دهه شصت پایه‌ریزی شد. «اِسا» در زبان طبری به معنای «اکنون» می‌باشد. برخی این شعر را شبیه هایکوی ژاپنی دانسته‌اند.
گونه تازه‌ای از شعر بومی مازندران با عنوان «اساشعر» توسط قیصری به جامعه ادبی کشور معرفی و پیشنهاد شده‌است.
جلیل قیصری پایه‌گذار این سبک از شعر مازندرانی می‌باشد.
جلیل قیصری، محمدصادق رئیسی، احمد ابو محمود، رجب بذرافشان، سعید جعفری کجوری،شیکا اویلی، عباس حسن پور (شیون نوری)، روح‌الله مهدی پور عمرانی (ویشار مازنی)، علی کفشگر، قنبر یوسفی، یوسف الهی (ویشار طبری) از شاعران این سبک از شعر در مازندران می‌باشند.

## ریشه‌شناسی
«اِسا» (esā) در زبان طبری به معنای «اکنون» می‌باشد که هم ریشه با واژه «ایسا» (isā) در زبان پهلوی می‌باشد. «اِساشعر» در زبان طبری به معنای شعرِ اکنون می‌باشد.

## شکل‌گیری
شعر طبری دارای پیشنه کهن می‌باشد اشعار طبری همچون اشعار دوران پیش از اسلام دارای به‌صورت هجایی می‌باشند.
شکل‌گیری اساشعر به اوایل دهه شصت بازمی‌گردد. در این دوره که شعر مازندرانی در رکود نسبی گرفتار آمده بود، با تلاش‌های جلیل قیصری کجوری، به راه تازه ای قدم گذارد که در تاریخ شعر مازندرانی بی‌سابقه بود که بعدها اولین بیانیه و مانیفست اساشعر به چاپ رسید و بدین ترتیب، اساشعر توانست به شکل رسمی به جامعه ادبی معرفی و شناسانده شود.
اساشعر هماننده شعر نیمایی، تولدی همانند داشته‌است. همچنان که در شعر فارسی پیش از نیما هم شاعران بسیاری درصدد تحول شعر فارسی برآمده بودند، اما بدون شناخت ضرورت‌ها و امکانات، قادر به ایستادگی و مقاوت در برار ادبیات کلاسیک نبودند. اما نیما یوشیج با پشتوانه ای محکم از ادبیات کلاسیک و شناخت کامل ادبیات غرب و رنجمایه‌های بومی، همزمان به سنت شکنی چه در قالب و چه در محتوا دست زد. در شعر مازندرانی هم حرکت‌هایی در این زمینه انجام شد که باعث تولد اساشعر شد.
به گفته جلیل قیصری اساشعر دنباله منطقی دوبیتی، امیری و انواع دیگر اشعار فولکلور مازندرانی است. گرچه این اشعار از نظر عینی گرایی و توصیف اشیا و رنجمایه‌های درونی متفاوت با شعر رسمی کلاسیک که نتیجه حس و لمس پدیده‌های بیرونی و همزیستی بی شائبه با طبیعت است، با اساشعر مسترکانی دارند، اما پیچیدگی‌های رنج زای زندگی امروزی قالب ظریف و ساده دوبیتی و یدگر قوالب خشک کلاسیک را برنمی‌تابد و ان ظروف توانایی حمل این مظروف را ندارند.
جلیل قیصری نخستین بار اشعار مازندرانی خود را در اوایل دهه هفتاد در دو «کتاب سولاردنی» و «کتاب اساشعر مجموعه مقاله‌ها و شعرهای (نوظهور) مازندرانی» به گویش کجوری به چاپ رساند.

## هدف اساشعر
هدف اسا شعر رفتن به سوی رهایی و آزادگی درونی و بیرونی است که از یکسو با دور شدن از عوارض غیرشعری، فرم‌ها و معناهای غیرادبی، عریان شدن از سیرت و صورت کاذب و نمایاندن زخم‌ها و رنجمایه‌های ذاتی شعر ممکن می‌شود و از جانب دیگر با دور شدن شاعر از گرایش‌های حزبی و قبیله ای، پند و اندرزهای اخلاقی و توصیف‌ها و نظم‌های عبرت نامه ای و سفرنامه ای، که تعد هنر به غیر خود تسلط جریانات غیرهنری را به هنر هموار می‌کند و باعث سمت و سو و گرایش خاص آن می‌شود که نمونه‌هایش را تاریخ ادبی ایران با نام‌های ادبیات درباری و خانقاهی از سر گذرانده‌است. اساشعر و اساشاعر در هدف به خود متعهدند و در اینجا تعهد به خود یعنی تعهد به همهٔ انسان‌های روی زمین است چرا که اساشعر و اشاشاعر می‌خواهند درد و شادی مشترک باشند.

## نمونه اشعار

### جلیل قیصری
نشون به همون نشون
هَلا هُمون تَک اسپیار مه
تنیا اَتِه تور مه شونَکِ لَه سر بَکشییه
ترجمه: نشان به همان نشان / هنوز همان سپیدار تنهایم / تنها تبری بر شانه ام روییده‌است
(جلیل قیصری)
ته رَجِ پی
شه چِش چشِ گم هاکِردمِه
نفس مال نفس مال
دنیائه پی رَجِ شمارمه
نا شِه چِشِ پیدا کِمه
نا تِه زَجِ
ترجمه: به دنبال گام‌هایت / چشمانم را گم کرده‌ام / نفس مال نفس مال / رج عالم را می‌شمارم / نه چشمانم را پیدا می‌کنم / نه جای پای تو را
(جلیل قیصری)

## شاعران اساشعر
- جلیل قیصری
- محمدصادق رئیسی
- احمد ابو محمود
- رجب بذرافشان
- سعید جعفری کجوری
- عباس حسن پور (شیون نوری)
- روح‌الله مهدی پور عمرانی (ویشار مازنی)
- علی کفشگر
- قنبر یوسفی
- یوسف الهی (ویشار طبری)
- شیکا اویلی